# Tritaxys goniaeformis
Tritaxys goniaeformis är en tvåvingeart som först beskrevs av Macquart 1846.  Tritaxys goniaeformis ingår i släktet Tritaxys och familjen parasitflugor. Inga underarter finns listade i Catalogue of Life.